# Улюнгур
Улюнгур (Булунг-Тохой; кит. трад. 乌伦古湖, пиньинь Ulungur Hu) — озеро в северной части Синьцзян-Уйгурского автономного района Китая (уезд Бурултокай (Фухай)).
Озеро находится к югу от Алтайских гор на Джунгарской равнине. Озеро находится на высоте 468 м над уровнем моря, согласно Большой Советской энциклопедии имело площадь 827 км². При этом озеро было бессточным, соединяясь протокой с озером Бага-Нур, питаясь в основном водами реки Урунгу (Куйган).
К северу протекает река Чёрный Иртыш, с которой в 1969 году Улюнгур был соединён каналом «Чёрный Иртыш—Карамай». Это позволило сбрасывать дополнительные воды в озеро, увеличив площадь зеркала, по некоторым сведениям, на 200 км². Согласно спутниковым данным, с 1970-х годов, когда площадь оценивалась в 779 км², она выросла до 853 км² в 2015 году.
Вода в озере солоноватая, но водоём богат многими пресноводными рыбами (окунь, карась, линь, язь, чебак). Также в озере водятся и пресноводные моллюски. Берега пустынные, местами солончаки, заросшие тростником и камышом.
Восточный и южный берега Улюнгура пологи, северо-западный берег крут и высок.
Зимой озеро замерзает.
В 1906 году экспедиция Обручева обнаружила к юго-востоку от озера «Эоловый город» (кит. 五彩滩) — скальный ландшафт, сформированный ветрами.
Следует заметить, что озёра Улюнгур и Бага-Нур ещё в современную геологическую эпоху голоцен были единым водоёмом.